# あなたはしっかり私のもの
「あなたはしっかり私のもの」（英語: I've Got You Under My Skin）は、コール・ポーターが作詞・作曲した楽曲。
邦題としては「君はしっかり僕のもの」、「心の中まで」やカタカナ表記の「アイヴ・ガット・ユー・アンダー・マイ・スキン」もある。

## 概要
1936年のミュージカル映画『踊るアメリカ艦隊』（エレノア・パウエル主演）の挿入歌として作られた楽曲であり、劇中ではヴァージニア・ブルースの歌唱で使用され、その年の第9回アカデミー賞歌曲賞にノミネートされた。
1946年に公開されたコール・ポーターの伝記映画『夜も昼も』でも使用されたが、この時点では本格的なヒットにはなっていなかった。
その後、ネルソン・リドルが編曲し、フランク・シナトラが歌ってヒットした。このバージョンはシナトラの代表的楽曲として広く浸透した。1966年には、フォー・シーズンズのカバーが全米9位のヒットとなった。フォー・シーズンズのバージョンは、シナトラとは全く違う独自のアレンジになっていて、邦題「君はしっかり僕のもの」である。
under the skin という言葉は、「本心・内心、秘かに」といったニュアンスで和訳されることが多く、under my skinという言い回しには、「いらいらする、どうしようもなく好きになる」といった皮膚感覚・身体的ニュアンスがあり、この楽曲の、I've got you under my skin, I've got you deep in the heart of me という歌詞は、「君の虜になっている、君は僕の心の底にいる」「心の奥深くに君は僕の一部なんだ」という意味である。楽曲全体からは、「君」を自分のものとして獲得したという内容ではなく、うまくいかない関係だと分かっている「僕」の頭の中で、You never can win, Use your mentality, Wake up to reaity （勝てるはずかない、頭を使って、現実に目を覚ませ）いう理性の警告の声が繰り返されても、「心の奥深く」に「君」がいて「君の虜になっている」という叶わぬ思いの切ない恋の歌である。

## フォー・シーズンズ版
フォー・シーズンズのバージョンは、フランク・シナトラの「オール・ブルー・アイズ」色を払拭したフォー・シーズンズらしい独自のアレンジになっている。邦題は「君はしっかり僕のもの」。リードボーカルのフランキー・ヴァリをはじめ、彼らのコーラスの歌唱力の高さが証明される美しい楽曲に仕上がっている。

## おもなカバー・アーティスト
- アル・ボウリー（英語版）（1936年） - アルバム『The Al Bowlly Story 1928-41』（2003年）収録。
- リー・ウィレイ（英語版）（1937年） - アルバム『The Complete Young Lee Wiley, 1931-1937』（1991年）収録。
- スタッフ・スミス（1940年） - アルバム『Onyx Club Spree』（1997年）収録。
- キャブ・キャロウェイ（1943-44年） - アルバム『That Old Black Magic』（2020年）収録。
- ジュディ・ガーランド（1947年）
- ビング・クロスビー （1947年12月) – アルバム『Bing Crosby Sings Cole Porter Songs』（1949年）収録。
- リンカーン・チェイス（英語版）（1952年）
- ペギー・リー（1953年） - 『Black Coffee』収録。
- ダイナ・ワシントン with クリフォード・ブラウン（1954年） – アルバム『Dinah Jams』収録。
- スタン・ケントン（1954年）  - アルバム『Portraits on Standards』収録。
- フランク・シナトラ（1956年） - アルバム『Songs for Swingin' Lovers』収録。上記参照。
- エラ・フィッツジェラルド（1956年） – アルバム『Ella Fitzgerald Sings the Cole Porter Songbook』収録。
- チェーザレ・シエピ with ローランド・ショウ（英語版） オーケストラ（1958年） – アルバム『Easy to Love (Songs of Cole Porter) 』収録。
- シャーリー・バッシー （1959年） – アルバム『The Fabulous Shirley Bassey』収録。
- ヘレン・メリル（1960年） – アルバム『Parole e musica』収録。
- レイ・コニフ（1960年） - アルバム『Say It with Music (A Touch of Latin) 』収録。
- アーサー・キット（1962年） – アルバム『The Romantic Eartha』収録。
- セリジオ・フランチ（英語版）（1964年）
- メル・トーメ（1964年） – アルバム『That's All』収録。
- マイーザ（英語版）（1964年） - アルバム『Maysa』収録。
- ジュリー・ロンドン （1965年） – アルバム『All Through the Night: Julie London Sings the Choicest of Cole Porter』収録。
- ビル・エヴァンス with ジム・ホール（1966年） – アルバム『Intermodulation』収録。
- フランキー・ヴァリ & フォー・シーズンズ（1966年） - アルバム『25th Anniversary Collection』（1987年）収録。上記参照。
- ルー・エリオット（英語版）（1967年） - アルバム『Sings Way Out from Down Under』収録
- サミー・デイヴィスJr.（1968年） - アルバム『I've Gotta Be Me』収録。
- グロリア・ゲイナー（1976年） - アルバム『I've Got You』収録。
- フリオ・イグレシアス（1985年） - アルバム『Libra』収録。
- ホセ・ホセ（英語版）（1985年） - アルバム『At Puerto Rico in 1985』収録。
- ラピアーズ (The Rapiers)（1987年） - アルバム『1961』収録。
- ジェイムズ・ダレン（1990年） - アルバム『This One's from the Heart』収録。
- ネナ・チェリー（1990年） - 『Red Hot + Blue』収録。
- スティーヴ・バートン（英語版）（1991年頃） - アルバム『Only for a While』（2009年）に収録。
- ジェラルド・ケリー（英語版）（1992年） - アルバム『Play Me Some Porter, Please』収録。
- リタ・ライス（1992年） - アルバム『The Great American Songbook, volume 1』収録。
- ボノ & フランク・シナトラ（1993年） - シングル「Stay (Faraway, So Close!)」に収録。映画『時の翼にのって/ファラウェイ・ソー・クロース!』、その後に1994年の映画『ジュニア』でも使用。
- マーガレット・ウルリッヒ（英語版） & デール・バーロウ（英語版）（1994年） - アルバム『Kate Ceberano and Friends』収録。
- ザ・フォー・フレッシュメン（英語版）（1994年） - アルバム『Voices in Standards』収録。
- ラトルズ（1996年） - アルバム『 The Rutles Archaeology』（2007年）収録。
- ルイ・プリマ & キーリー・スミス（英語版）（1996年） - 『Capitol Collectors Series: Louis Prima』収録。
- ジョー・ロヴァーノ（1996年） - アルバム『Celebrating Sinatra』収録。
- ジェイムズ・ダレン（1998年） - テレビドラマ『スタートレック:ディープ・スペース・ナイン』で歌唱。アルバム『This One's from the Heart』（1999年）に収録。
- ビレリ・ラグレーン（1998年） - アルバム『Blue Eyes』収録。
- ジョーボックス（1998年） - アルバム『My Scrapbook of Fatal Accidents』収録。
- 山下達郎 (1998年) - 村上“ポンタ”秀一『Welcome To My Life』収録。
- ダイアナ・クラール（1999年） - 『When I Look In Your Eyes』収録。
- ジェイミー・カラム（1999年） - アルバム『Heard It All Before』収録。
- ペリー・コモ （2004年） - アルバム『Papa Loves Mambo – The Very Best of Perry Como』収録。
- T.J. Graham（2004年） - アルバム『Memphis Jazz Box』収録。
- カーリー・サイモン（2005年） - アルバム『Moonlight Serenade』収録。
- マイケル・ブーブレ（2005年） - アルバム『It's Time』収録。
- ボビー・コールドウェル（2005年） - アルバム『Come Rain or Come Shine』収録。
- マイケル・ボルトン（2006年） - アルバム『Bolton Swings Sinatra』収録。
- LauriBeth Quinlivan（2006年） - アルバム『On Angel's Strings』収録。
- クリフ・リチャード（2009年） - アルバム『Bold as Brass』収録。
- クリス・ボッティ（2009年） - アルバム『Chris Botti in Boston』(featuring キャサリン・マクフィー) 収録。
- シーザー（2009年） - フランク・シナトラ・トリビュートアルバム『His Way, Our Way』収録。
- ディアナ・マーティン（英語版）（2009年） - アルバム『Volare』収録。
- ロッド・スチュワート（2010年） - アルバム『Fly Me to the Moon... The Great American Songbook Volume V』収録。
- ランドー・ユージン・マーフィー・ジュニア（英語版）（2011年） - アルバム『That's Life』収録。
- ジャーメイン・ジャクソン（2012年） - アルバム『I Wish You Love』収録。
- ミーナ・マッツィーニ（2012年） - アルバム『12 (American Song Book)』収録。
- Cristian Rosemary（2013年） - スペイン語タイトルは「Bajo mi Piel」
- チェリー・ポッピン・ダディーズ（英語版）（2014年） - アルバム『Please Return the Evening』収録。
- スティーヴン・マグリオ (Steven Maglio)（2015年） - アルバム『Sinatra en Bossa Nova』収録。
- ジョセフィン・ベーカー（2010年） - アルバム『Les génies de la chanson』収録。
- シール（2017年） - アルバム『Standards』収録。

## 参考資料
- ヴェリー・ベスト・オブ・フランキー・ヴァリ＆フォー・シーズンズ (ライナーノーツ). フランキー・ヴァリ＆ザ・フォー・シーズンズ. ワーナーミュージック・ジャパン. 2017. WCR26211。